# Улица Гоголя (Ялта)
Улица Гоголя — улица в историческом центре Ялты. Проходит правым берегом реки Водопадная (Учан-Су) от Набережной имени Ленина до Красноармейской улицы.
Автомобильное движение на улице одностороннее — с запада на восток (из города к морю).

## История
Проходившая по берегу реки Учан-Су улица первоначально получила имя «набережная Учан-Су».
На плане Ялты 1904 года улица указана как Мариинская.
Начала застраиваться в конце XIX века. Первоначально узкая и лишённая зелёных насаждений, часто затапливалась водами реки Учан-Су при разливах. По воспоминаниям Е. К. Петровой, укрепление берегов Учан-Су, являвшейся во 2-й половине XIX века фактической границей Ялты, состоялось по инициативе местных докторов. Она же описывает водный режим реки: «По широкому каменному пространству, ничем не огороженная, текла речка Учан-Су. Летом почти неприметная, по всему берегу лежали кучи мусора, во время дождей речка выходила из берегов, разливалась по лежащим рядом улицам. Ни пройти, ни проехать… Врачи Дмитриев, Овсяный, Кольцов, Вебер, Штангеев решили привести улицы вдоль берегов Учан-Су в благоустроенный вид».

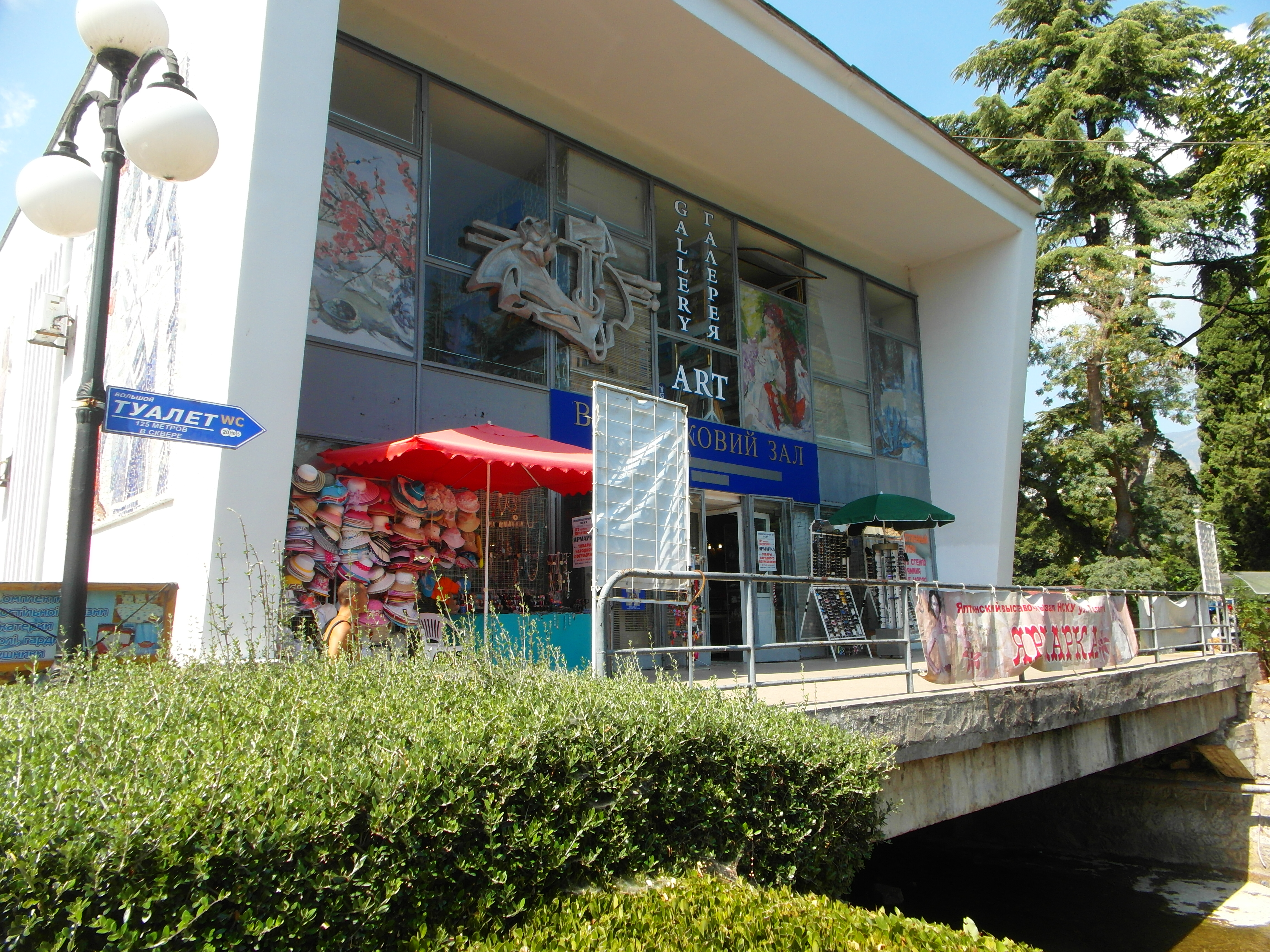
выставочный зал Союза художников

В 1920-х годах русло реки было капитально укреплено; на улице высажены зелёные насаждения. В послевоенные годы на примыкающей к реке стороне улицы устроен бульвар, популярный прогулочный маршрут — дополнение к расположенному на противоположном берегу реки Пушкинскому бульвару.
В годы Великой Отечественной войны застройка улицы была сильно разрушена
В 1968 году по проекту архитектора О. К. Быстровой у улицы поперёк русла Учан-Су возведено двухзальное двухэтажное здание выставочного зала Союза художников.
В 2012 году на входе в гостиницу «Ореанда» установлен памятник известному советскому писателю Юлиану Семёнову.

## Достопримечательности

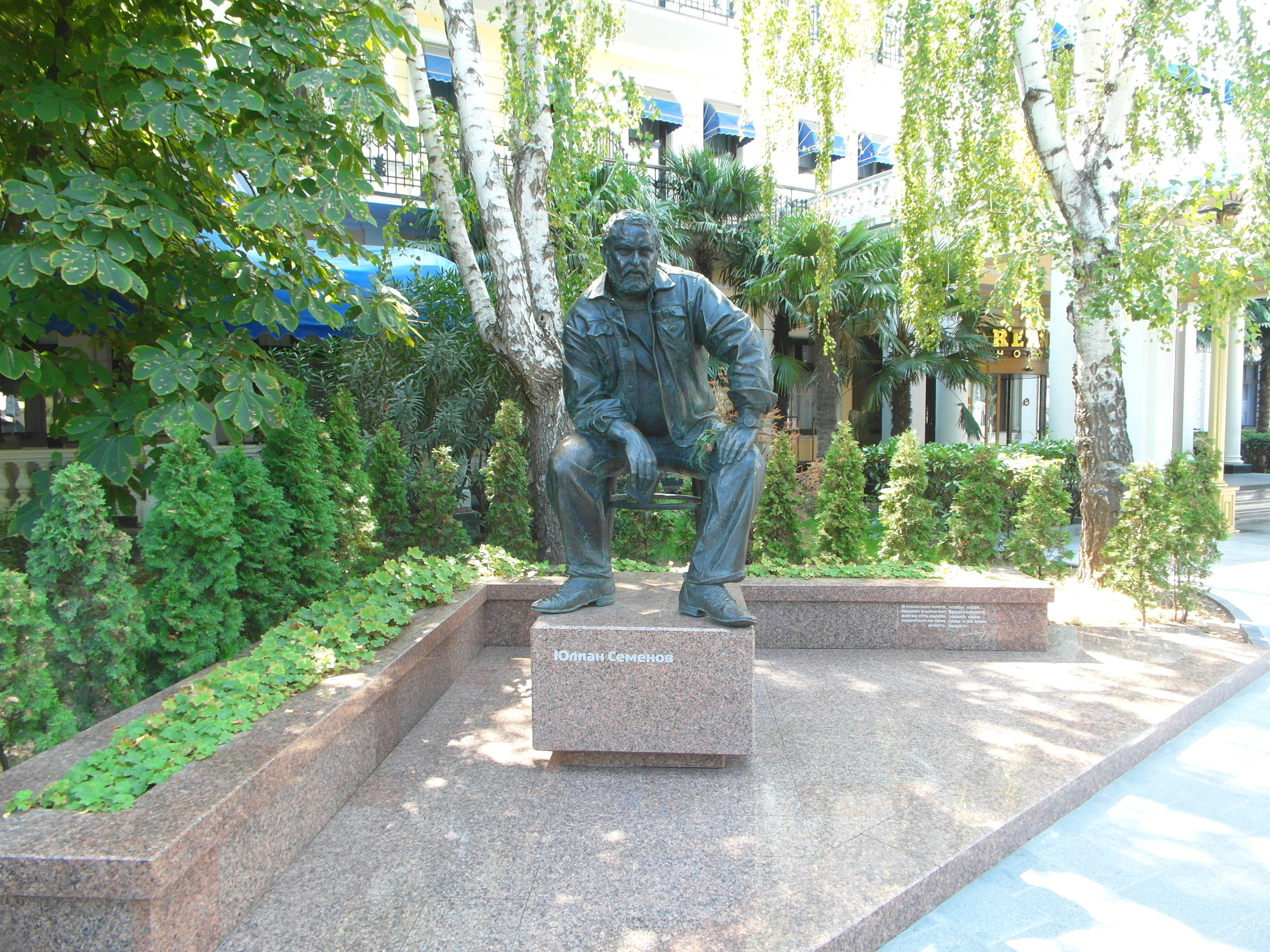
Памятник Юлиану Семёнову

д. 1 литер «А» — выставочный зал Союза художников (1968)  Объект культурного наследия народов РФ регионального значения. Рег. № 912011338110005 (ЕГРОКН)
д. 8 — Доходный дом Н. В. Савича
д. 12 — Здание бывшего краеведческого музея (дом Х. Ю. Прик)  Объект культурного наследия народов РФ регионального значения. Рег. № 911711050020005 (ЕГРОКН)
д. 23 — Бывший склад табака Н. Н. Богданова
Памятник Юлиану Семёнову (скульптор Александр Рукавишников)

## Известные жители
д. 24 — София Ротару